# 塔圖 (加利福尼亞州)
塔圖（英語：Tatu）是位於美國加利福尼亞州門多西諾縣的一個非建制地區。該地的面積和人口皆未知。

## 地理
塔圖的座標為39°39′30″N 123°20′41″W / 39.65833°N 123.34472°W，而該地的平均海拔高度為296米（即971英尺）。